# メフディ・カルセラ＝ゴンサレス
メフディ・カルセラ＝ゴンサレス（المهدي كارسيلا, Mehdi Carcela-Gonzalez, 1989年7月1日 - ）は、ベルギー・リエージュ出身のモロッコ人元サッカー選手。現役時代のポジションはMF。

## 経歴

### クラブ
スタンダール・リエージュのユースチームでキャリアをスタートさせ、2008年にトップチーム昇格した。2011年の夏、ロシアのFCアンジ・マハチカラに4年契約で移籍した。2013年、古巣のスタンダール・リエージュに復帰した。

### 代表
ベルギーとモロッコの国籍を持つことからどちらの代表でプレーするか決める必要があった。2009-2010年にベルギー代表での出場経験がある。その後、2011年2月にモロッコ代表としてニジェール代表戦で初キャップを記録した。2016年10月11日のカナダとの親善試合で代表初得点を挙げた。

## 代表歴

### 出場大会
- ベルギー代表
- モロッコ代表
  - 2018 FIFAワールドカップ

### 試合数
- 国際Aマッチ 2試合 0得点（ベルギー、2009年-2010年）[2]
- 国際Aマッチ 26試合 1得点（モロッコ、2011年-2019年）[2]

| ベルギー代表 | 国際Aマッチ | 国際Aマッチ |
| 年           | 出場        | 得点        |
| ------------ | ----------- | ----------- |
| 2009         | 1           | 0           |
| 2010         | 1           | 0           |
| 通算         | 2           | 0           |

| モロッコ代表 | 国際Aマッチ | 国際Aマッチ |
| 年           | 出場        | 得点        |
| ------------ | ----------- | ----------- |
| 2011         | 3           | 0           |
| 2012         | 4           | 0           |
| 2013         | 0           | 0           |
| 2014         | 3           | 0           |
| 2015         | 0           | 0           |
| 2016         | 4           | 1           |
| 2017         | 6           | 0           |
| 2018         | 2           | 0           |
| 2019         | 4           | 0           |
| 通算         | 26          | 1           |

## タイトル

### クラブ
スタンダール・リエージュ
- ジュピラー・プロ・リーグ (1) : 2008-09
- ベルギー・カップ (2) : 2010-11, 2017-18
- ベルギー・スーパーカップ (2) : 2008, 2009

ベンフィカ
- プリメイラ・リーガ (1) : 2015-16
- タッサ・ダ・リーガ (1) : 2015-16